# Lennart Alvin
Lennart Alvin (* 9. März 1941 in Linköping, Östergötlands län) ist ein ehemaliger schwedischer Diplomat, der unter anderem zwischen 1987 und 1991 Botschafter in Saudi-Arabien, Jemen und Oman, von 1996 bis 2000 Botschafter in den Niederlanden sowie zuletzt zwischen 2000 und 2005 Botschafter in Kanada war.

## Leben
Lennart Alvin, Sohn des Kaufmanns Arne Alvin und dessen Ehefrau Anna-Stina Andersson, absolvierte nach dem Schulbesuch ein Studium der Rechtswissenschaften an der Universität Uppsala, welches er 1966 mit der Staatsprüfung (juris kandidatexamen) beendete. Daraufhin trat er 1966 in den diplomatischen Dienst des Außenministeriums (Utenriksdepartementet) und war zunächst von 1967 bis 1968 an der Botschaft in den USA tätig. Nach weiteren Verwendungen an der Botschaft im Irak von 1969 bis 1971 sowie an der Delegation bei der Organisation für wirtschaftliche Zusammenarbeit und Entwicklung (OECD) in Paris zwischen 1974 und 1978, folgte von 1978 bis 1982 eine Verwendung an der Botschaft im Vereinigten Königreich. Nachdem er zwischen 1982 und 1983 Vorsitzender des in London ansässigen Internationalen Zuckerrates, Vorläufer der 1992 gegründeten Internationalen Zucker-Organisation (ISO), war, fungierte er von 1983 bis 1987 als Kanzleirat (Kansliråd) im Außenministerium.
1987 übernahm Alvin als Nachfolger von Frank Belfrage den Posten als Botschafter (Ambassadör) in Saudi-Arabien mit Amtssitz in Riad und war als solcher bis zu seiner Ablösung durch Steen Hohwü-Christensen 1991 zugleich auch als Botschafter im Jemen und in Oman akkreditiert. Im Anschluss war er zwischen 1991 und 1996 als Ministerialrat (Departementsråd) Leiter der Handelsabteilung des Außenministeriums. Daraufhin löste er 1996 Jan af Sillén als Botschafter in den Niederlanden ab und hatte dieses Amt in Den Haag bis 2000 inne, woraufhin Björn Skala seine dortige Nachfolge antrat. Zuletzt wurde er 2000 Nachfolger von Jan Ståhl als Botschafter in Kanada und bekleidete dieses Amt in Ottawa bis zu seinem Eintritt in den Ruhestand 2005. Daraufhin übernahm Ingrid Iremark diesen Botschafterposten.
Lennart Alvin heiratete 1966 die Lehrerin Liss-Carin Jacobsson (* 1944), Tochter von Harald Jacobssen und dessen Ehefrau Maj Wall.